# 国際数学連合
国際数学連合（こくさいすうがくれんごう、IMU: 英: International Mathematical Union）は、数学分野における国際協力を目的とした国際非政府組織である。国際学術会議（ISC）の構成機関であり、国際数学者会議（ICM）を主催している。会員は80か国以上の各国の数学団体で構成されている。
IMUの目的は、数学の国際協力の促進、ICMやその他の国際科学会議の支援・助成、科学賞の授与による数学への卓越した研究貢献の承認、純粋・応用・教育の各側面において数学科学の発展に貢献すると考えられるその他の国際的な数学活動の奨励・支援である。
IMUは1920年に設立されたが、1932年9月に一旦解散し、1950年にニューヨークで開催された構成員会議で事実上再設立され、10か国目が加盟した1951年9月10日に法的に再設立された。1952年3月にイタリア・ローマで開催された総会で、新しいIMUの活動が発足し、最初の実行委員会、会長、各種委員会が選出された。1952年に国際学術連合会議（ICSU、現 国際学術会議）に再加盟した。
2010年8月にインド・バンガロールで開催された第16回IMU総会にて、IMUの常設事務所の所在地にドイツ・ベルリンが選ばれ、2011年1月1日に、ライプニッツ協会の研究所であるワイエルシュトラス研究所（WIAS）の中に開所した。同研究所では、約120名の科学者が、産業や商業の複雑な問題に応用される数学的研究に従事している。

## 委員会
IMUは、国際数学教育委員会（ICMI: International Commission on Mathematical Instruction）を通じて数学教育と密接な関係を持っている。この委員会はIMUの委員会であるが、独自の実行委員会と総会を持っている。
発展途上国はIMUにおける優先順位が高く、個人、数学協会、財団、資金提供機関からの助成金を含め、IMUの予算のかなりの割合が発展途上国のための活動に費やされている。2011年からは、発展途上国委員会（CDC: Commission for Developing Countries）によって調整されている。
女性数学者委員会（CWM: Committee for Women in Mathematics）は、世界中の女性数学者に関する問題に取り組んでいる。この委員会は、ICMのサテライトイベントとして、女性数学者のための世界会議（{\textstyle ((\mathrm {WM} )^{2})}:  World Meeting for Women in Mathematics）を開催している。
国際数学史委員会（ICHM: International Commission on the History of Mathematics）は、IMUと国際科学歴史哲学連合（IUHPS）の科学技術史部門（DHST）が共同で運営している。
電子情報通信委員会（CEIC: Committee on Electronic Information and Communication）は、数理情報、通信、出版に関する事項についてIMUに助言を行っている。

## 賞
国際数学者会議 (ICM) の開会式では、フィールズ賞（1936年創設）、ネヴァンリンナ賞（1986年創設。2022年よりアバカス・メダルに改称）、ガウス賞（2006年創設）、チャーン賞（2010年創設）などのIMUの賞が授与される。

## 会員資格と総会
IMUの会員は加盟国（Member Country）であり、各加盟国は、その国の主要な学術機関、数学協会、研究評議会、その他の機関や団体、または政府の適切な機関が加盟機関として代表する。数学文化を発展させ始めた国で、世界中の数学者とのつながりを構築することに関心のある国は、準会員（Associate Member）としてIMUに参加することができる。多国籍の数学協会や専門職協会は、共同支援活動を促進し、IMUの目的を共同で追求するために、アフィリエイト会員（Affiliate Member）としてIMUに加入することができる。
IMUの会員は4年に一度、加盟機関が任命した代表者や実行委員会のメンバーで構成される総会（GA: General Assembly）に集まる。この総会では、役員の選出、委員会の設置、予算の承認、規約や付則の変更など、全ての重要な決定が行われる。

## 組織と実行委員会
国際数学連合は、連合の業務を行う実行委員会（EC: Executive Committee）によって運営されている。ECは、総裁（President）1名、副総裁（Vice-Presidents）2名、書記（Secretary）1名、4年の任期で選出された特別会員（Members-at-Large）6名、および前総裁（Past President）で構成されている。ECは、全ての政策事項と、ICMプログラム委員会や各種賞委員会の委員の選出などの業務の責を負う。

## 出版
IMUは2か月に1度、電子ニュースレター IMU-Net を発行している。このニュースレターは、IMUの決定や勧告、国際的な数学における主要な出来事、一般的な数学における関心事、その他のトピックを報告することで、IMUと世界の数学コミュニティの間のコミュニケーションを向上させることを目的としている。
毎年、IMU紀要（IMU Bulletins）を発行し、IMUの会員に組織の現在の活動を知らせている。2009年には Best Current Practices for Journals という文書を発行した。

## 途上国への関与
IMUは1970年代初頭に、開発途上国における数学の振興に向けた組織的な第一歩を踏み出し、それ以来、様々な活動を支援してきた。2010年、IMUは発展途上国委員会（CDC: Commission for Developing Countries）を設立し、発展途上国の数学と数学者を支援するための全ての主導権をまとめた。
IMUが行う支援活動には、以下のものがある。
- 数学者のための助成金プログラム: 発展途上国委員会は、IMU未加盟国を含む発展途上国の数学者を対象とした助成金プログラムを通じて、発展途上国を拠点とする数学者の研究旅行や、発展途上国での数学研究会議を支援している[7]。
- African Mathematics Millennium Science Initiative (AMMSI): サブサハラアフリカの数学センターのネットワークで、会議やワークショップ、客員講義、アフリカ大陸で博士号を取得している数学の大学院生のための広範な奨学金プログラムを組織している。
- Mentoring African Research in Mathematics (MARM): IMUはロンドン数学会（LMS）のMARMプログラムの設立を支援した。このプログラムは、イギリスの数学者とアフリカの数学者・学生の間のメンタリング関係を通じて、サブサハラアフリカ諸国での数学とその教育を支援するものである。このプログラムは、個々の数学者と学生の間の長期的なメンタリング関係を育成することに焦点を当てている。
- ボランティア講師プログラム（Volunteer Lecturer Program (VLP)）: 開発途上国の若い数学者の育成に貢献することに興味のある数学者を登録する。このプログラムは、発展途上国の大学の学位プログラムで、上級学部または大学院レベルの1か月間の集中コースの提供を希望する数学者のボランティアのデータベースを管理している。IMUでは、ボランティア講師を必要としている発展途上国の大学や数学の学位プログラムから、高度な数学の教育において生産的な協力関係を築くために必要な条件を提供するボランティア講師の募集も行っている。

IMUはまた、国際数学教育委員会（ICMI）のプログラム、展示会、ワークショップなどで、特にアジアやアフリカなどの新興国での活動を支援している。
IMUは 2008年にアフリカにおける数学の現状と、数学的発展を支援するための新たな取り組みの機会についての報告書 Mathematics in Africa: Challenges and Opportunities（アフリカにおける数学: 挑戦と機会）を発表した。2014年に、IMUの発展途上国委員会（CDC）が報告書の更新版を発表した。
さらに、ラテンアメリカやカリブ海諸国、東南アジアにおける数学に関する報告書も発行した。
2014年7月、IMUは報告書 The International Mathematical Union in the Developing World: Past, Present and Future（開発途上世界における国際数学連合: 過去、現在、未来）を発表した。

## 会員
- 加盟国:[1]
- 準会員:
  - エクアドル数学会
  - キルギスタン数学会
  - ケニア数学協会
  - タイ数学協会
  - カンボジア数学委員会
  - モルドバ共和国数学会
  - ネパール数学委員会
  - オマーン数学委員会
- アフィリエイト会員:
  - アフリカ数学連合（英語版） (AMU)
  - ヨーロッパ数学会 (EMS)
  - 東南アジア数学会 (SEAMS)
  - ラテンアメリカ・カリブ数学連合 (UMALCA)

## 総裁
1952年から現在までの総裁・副総裁の一覧を以下に示す。
| 任期      | 総裁                     | 副総裁                               | 副総裁                                                      |
| --------- | ------------------------ | ------------------------------------ | ----------------------------------------------------------- |
| 1952-1954 | マーシャル・ストーン     | エミール・ボレル                     | エーリヒ・カムケ                                            |
| 1955-1958 | ハインツ・ホップ         | アルノー・ダンジョワ                 | ウィリアム・ホッジ                                          |
| 1959-1962 | ロルフ・ネヴァンリンナ   | パヴェル・アレクサンドロフ           | マーストン・モース                                          |
| 1963-1966 | ジョルジュ・ド・ラーム   | アンリ・カルタン                     | カジミェシュ・クラトフスキ                                  |
| 1967-1970 | アンリ・カルタン         | ミハイル・ラフレンティエフ           | ディーン・モントゴメリー                                    |
| 1971-1974 | K・S・チャンドラセカール | エイブラハム・アドリアン・アルバート | レフ・ポントリャーギン                                      |
| 1975-1978 | ディーン・モントゴメリー | J. W. S. カッセルズ                  | ミロン・ニコレスク（在任中に死去） ゲオルゲ・ヴランチャーヌ |
| 1979-1982 | レンナルト・カルレソン   | 永田雅宜                             | ユーリ・プロホロフ                                          |
| 1983-1986 | ユルゲン・モーザー       | ルドヴィク・ファデーエフ             | ジャン＝ピエール・セール                                    |
| 1987-1990 | ルドヴィク・ファデーエフ | ウォルター・フェイト                 | ラース・ヘルマンダー                                        |
| 1991-1994 | ジャック＝ルイ・リオン   | ジョン・コーツ                       | デヴィッド・マンフォード                                    |
| 1995-1998 | デヴィッド・マンフォード | ウラジーミル・アーノルド             | アルブレヒト・ドルト                                        |
| 1999-2002 | ジェイコブ・パリス       | サイモン・ドナルドソン               | 森重文                                                      |
| 2003-2006 | ジョン・M・ボール        | ジャン＝ミシェル・ビスマット         | 柏原正樹                                                    |
| 2007-2010 | ラースロー・ロヴァース   | Zhi-Ming Ma                          | クラウディオ・プロセッシ                                    |
| 2011-2014 | イングリッド・ドブシー   | クリスティアン・ルソー               | マルセロ・ビアナ                                            |
| 2015-2018 | 森重文                   | Alicia Dickenstein                   | ヴォーン・ジョーンズ                                        |
| 2019-2022 | カルロス・ケニグ         | ナリーニ・ジョシー                   | Loyiso Nongxa                                               |
| 2023-2026 | 中島啓                   | ウルリケ・ティルマン                 | タティアナ・トロ                                            |

## 関連文献
- Lehto, Olli (1998). Mathematics without borders. New York, NY: Springer-Verlag. ISBN 0-387-98358-9. Zbl 0889.01021
- IMU Newsletter
- Olli Lehto (6 December 2012). Mathematics Without Borders: A History of the International Mathematical Union. Springer Science & Business Media. ISBN 978-1-4612-0613-2
- “IMU Executive Committees 1952-2014”. 2015年1月8日時点のオリジナルよりアーカイブ。2015年4月16日閲覧。
- “IMU Leadership 2015 – 2018”. 2015年4月16日閲覧。